# Panta Mazi
"Panta Mazi" es un EP y debut realizado por el cantante Griego Kostas Martakis realizado en noviembre del 2006 por Sony BMG Grecia. Todas las canciones están incluidas en su álbum debut Anatropi.que fue al año siguiente el 20 de julio de 2007 

## Lista de canciones
1. "Gi'afto Hirokrotiste tin" (Bisogna Saper Perdere)
2. "Nai"
3. "Panta Mazi"
4. "Thelo Epigondos Diakopes"